# Västerås Simsällskap
Västerås Simsällskap, VSS, är en simförening i Västerås med huvudverksamhet på Lögarängsbadet. Verksamheten omfattar simning, simhopp, vattenpolo, masters och triathlon.

## Historia
Simsällskapet bildades 3 november 1910 då ett konstituerande möte för VSS hölls på Hamngatan i Västerås. 

## Nutid
VSS består av sektionerna simning, vattenpolo, simhopp, triathlon och masters. Verksamheten håller till på Lögarängsbadet och Kristiansborgsbadet i Västerås. Förutom Svenska Simförbundet med simidrott är också VSS anslutet till specialidrottsförbunden Svenska Triathlonförbundet och Svenska Sportdykarförbundet då verksamhet drivs inom idrotterna triathlon och fensim.
Landslagssimmare från Västerås Simsällskap har varit eller är bland annat:
- Patrik Isaksson
- Thomas Lejdström
- Agneta Eriksson
- Sven-Göran Johansson